# Municipio de Woodsdale
El municipio de Woodsdale (en inglés: Woodsdale Township) es un municipio ubicado en el  condado de Person en el estado estadounidense de Carolina del Norte.

## Geografía
El municipio de Woodsdale se encuentra ubicado en las coordenadas 36°29′45.31″N 78°57′48.97″O / 36.4959194, -78.9636028.